# Jael Koller
Jael Koller (* 1. Juli 1989) ist eine ehemalige Schweizer Unihockeyspielerin. Sie steht beim Nationalliga-A-Vertreter Red Ants Rychenberg Winterthur unter Vertrag.

## Karriere

### Verein
Koller begann ihre Karriere beim UHC Sarganserland. Später wechselte sie in den Nachwuchs des UHC Waldkirch-St. Gallen, bei welchem sie auch ihren ersten Einsatz in der Nationalliga hatte. Für die Ostschweizer lief sie insgesamt in 104 Partien auf und erzielte dabei acht Tore und neun Assists.
2013 wechselte sie von St. Gallen zu den Red Ants Rychenberg Winterthur in die Nationalliga A. Am 27. April 2017 gab der Verein bekannt, dass die Verteidigerin ihren Vertrag verlängert wurde. Nach der Saison 2019/20 beendete die Verteidigerin ihre Aktivkarriere. Koller absolvierte im Trikot der Red Ants Rychenberg Winterthur 160 Partien und erzielte dabei 33 Skorerpunkte.

### Nationalmannschaft
Koller wurde 2016 vom damaligen Trainer der A-Nationalmannschaft für die Euro Floorball Tour aufgeboten. Dort wurde sie in drei Partien eingesetzt, konnte aber keinen Skorerpunkt verbuchen.